# Опалев, Аполлон Иванович
Аполло́н Ива́нович О́палев (3 ноября 1926, Шляпино, Сернурский кантон, Марийская автономная область, РСФСР, СССР — 2 сентября 1987, Йошкар-Ола, Марий Эл, Россия) — марийский советский партийный деятель. Первый секретарь Сернурского районного комитета КПСС (1961—1962, 1965—1968), Сернурского районного комитета ВЛКСМ Марийской АССР (1948—1950). Член ВКП(б) с 1949 года. Участник Великой Отечественной войны и войны с Японией.

## Биография
Родился 3 ноября 1926 года в деревне Шляпино ныне Сернурского района Марий Эл в крестьянской семье. Окончил 9 классов школы п. Сернур Марийской АССР.
В ноябре 1943 года призван в РККА. Участник Великой Отечественной войны: офицер 64 запасного артиллерийского полка 1-го Дальневосточного фронта, капитан[уточнить]. Демобилизовался в ноябре 1946 года. Награждён медалями, в 1985 году — орденом Отечественной войны I степени. К концу жизни носил звание подполковника запаса. 
В 1948 году заочно окончил Сернурское педагогическое училище. В 1949 году вступил в ВКП(б). С 1947 года находился на комсомольско-партийной работе в Сернурском районе Марийской АССР: в 1948—1950 годах — первый секретарь Сернурского райкома ВЛКСМ, в 1961—1962, 1965—1968 годах — первый секретарь Сернурского райкома КПСС. В 1960 году окончил Казанскую партийную школу.
В 1968—1969 годах заведовал отделом Совета Министров Марийской АССР, в 1969—1987 годах — отделом организационно-партийной работы Марийского обкома КПСС.
Избирался депутатом Верховного Совета Марийской АССР 4 созывов (1963—1967, 1971—1987).

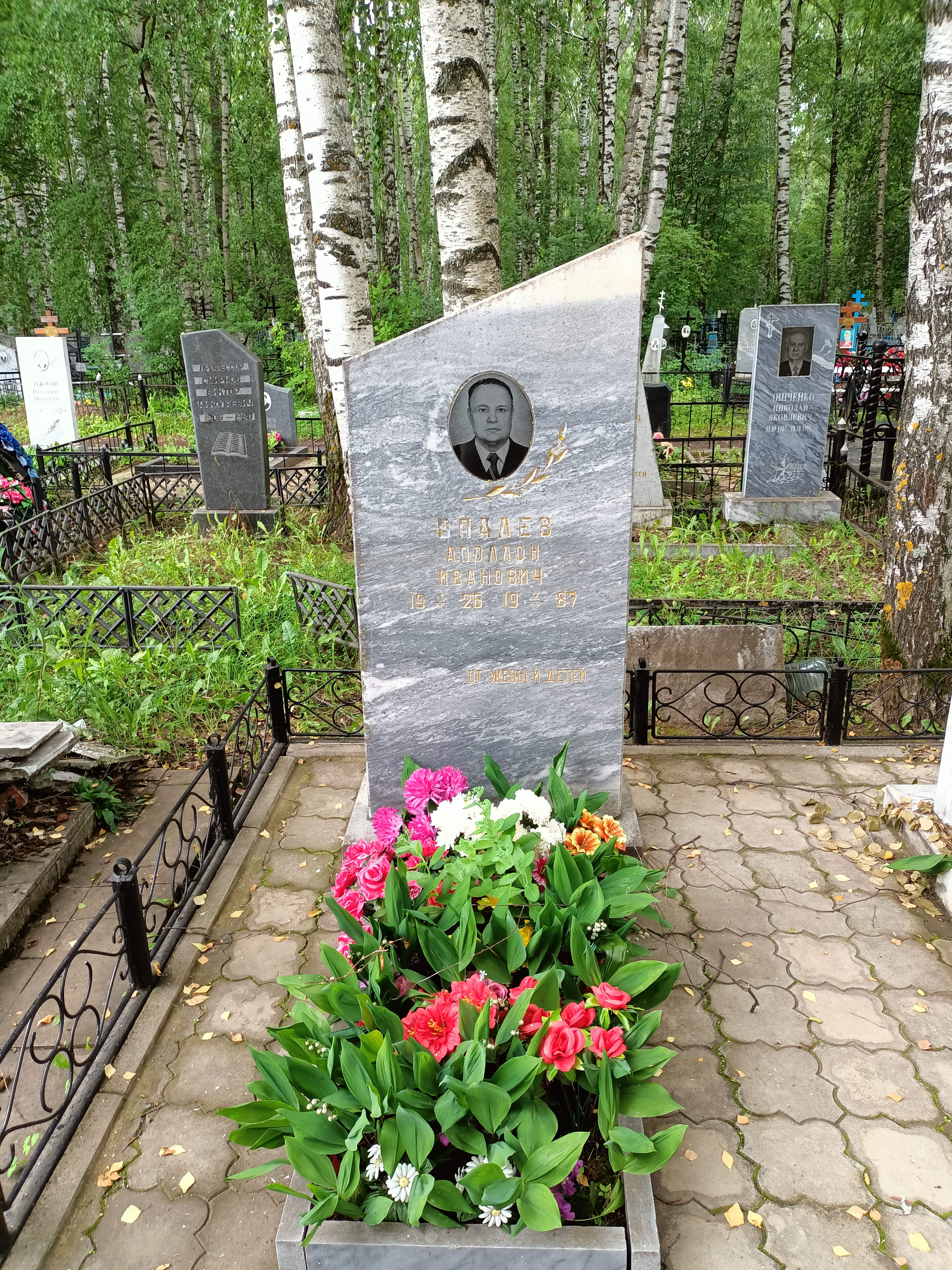
Могила Опалева Аполлона Ивановича на Туруновском кладбище Йошкар-Олы

Ушёл из жизни 2 сентября 1987 года в Йошкар-Оле, похоронен на Туруновском кладбище.

## Награды
- Орден Трудового Красного Знамени (1971, 1976)[3]
- Орден Дружбы народов (1986)[3]
- Орден «Знак Почёта» (1965)[3]
- Орден Отечественной войны I степени (06.04.1985)[3]
- Юбилейная  медаль «За доблестный труд. В ознаменование 100-летия со дня рождения Владимира Ильича Ленина»
- Медаль «За победу над Германией в Великой Отечественной войне 1941—1945 гг.»[6]
- Медаль «За победу над Японией»[6]
- Почётная грамота Президиума Верховного Совета Марийской АССР (1976, 1986)[3]